# Procambarus zonangulus
Procambarus zonangulus är en kräftdjursart som beskrevs av Hobbs, Jr. och Hobbs III 1990. Procambarus zonangulus ingår i släktet Procambarus och familjen Cambaridae. IUCN kategoriserar arten globalt som otillräckligt studerad. Inga underarter finns listade i Catalogue of Life.